# Onnion
Onnion este o comună în departamentul Haute-Savoie din sud-estul Franței. În 2009 avea o populație de 1.193 de locuitori.

## Evoluția populației
| An        | 1975 | 1982 | 1990 | 1999 | 2006  | 2009  |
| --------- | ---- | ---- | ---- | ---- | ----- | ----- |
| Populație | 340  | 423  | 642  | 786  | 1.059 | 1.193 |